# Vigadó tér
Vigadó tér est une place située dans le quartier de Belváros, dans le 5e arrondissement de Budapest.

## Monuments
Sur la place se dresse le Pesti Vigadó, salle de concert.

## Transport
La place est desservie par la station Vigadó tér de la ligne  2 du tramway de Budapest.